# 千葉県競馬組合
千葉県競馬組合（ちばけんけいばくみあい）とは、船橋競馬場で地方競馬を主催し、千葉県、船橋市、習志野市からなる一部事務組合である。

## 概要
- 千葉県競馬組合事務所 船橋市若松一丁目2番1号（船橋競馬場内）
- 管理者: 千葉県知事
- 副管理者: 船橋市長、習志野市長の互選（任期は2年）
- 競馬事業から生じた利益金の配分及び欠損金の補填の割合 千葉県: 13分の8、船橋市: 13分の3、習志野市: 13分の2
- 組合議員定数: 5人（千葉県: 3、船橋市・習志野市: 各1）

## 沿革
- 1960年（昭和35年）3月17日 競馬の開催権を保持していた千葉県、千葉市、銚子市、船橋市、習志野市によって、千葉県および千葉市ほか三市競馬組合として設立
- 1961年（昭和36年）1月24日 千葉県競馬組合に名称変更
- 1968年（昭和43年）3月31日 指定期限切れのため千葉市、銚子市が組合から脱退